# San Martín (ort i Colombia, Cesar, lat 8,00, long -73,51)
San Martín är en ort i Colombia.   Den ligger i departementet Cesar, i den norra delen av landet, 400 km norr om huvudstaden Bogotá. San Martín ligger 112 meter över havet och antalet invånare är 7 029.
Terrängen runt San Martín är platt åt sydväst, men åt nordost är den kuperad. Runt San Martín är det ganska glesbefolkat, med 22 invånare per kvadratkilometer. Det finns inga andra samhällen i närheten. Omgivningarna runt San Martín är huvudsakligen savann.